# Brutal Truth
Brutal Truth – amerykańska grupa muzyczna wykonująca grindcore z wpływami death metalu. Powstała w 1990 roku w Nowym Jorku.

## Dyskografia
- Birth of the Ignorance (1990, demo)
- ill Neglect (1992, EP)
- Extreme Conditions Demand Extreme Responses (1992)
- Perpetual Conversion (1993, EP)
- Need To Control (1994)
- Split /w Melvins (1996, split)
- Split /w Spazz (1996, split)
- Machine Parts (1996, EP)
- Godplayer (1996, EP)
- Kill Trend Suicide (1996)
- Split /w Converge (1997, split)
- Split /w Rupture (1997, split)
- Sounds Of The Animal Kingdom (1997)
- Goodbye Cruel World! (1999, kompilacja)
- Split /w Violent Society (1999, split)
- For Drug Crazed Grindfreaks Only! (2000, EP)
- Evolution Through Revolution (2009)[4]
- For the Ugly and Unwanted - This is Grindcore (2009, DVD)[5]
- Evolution in One Take: For Grindfreaks Only! Volume 2 (2009)[6]
- End Time (2011)[7]